# V (альбом Spock’s Beard)
V — пятый студийный альбом американской группы Spock’s Beard, выпущенный в 2000 году.

## Об альбоме
Пластинка достигла 37 места в немецком чарте. Это стало первым попаданием группы в чарты каких-либо стран.
Песня «All on a Sunday» была перезаписана и выпущена в виде CD-сингла в 2001 году. На диске также был представлен видеоклип на эту песню, а также неизданная ранее композиция «The Truth».
Альбом получил восторженные отзывы критиков. Музыкальный обозреватель сайта Allmusic Джозеф Скотти оценил альбом в 4 звезды из 5. По его словам это превосходно сделанная пластинка, которую «нужно послушать несколько раз прежде, чем он вас зацепит». А в завершающей сюите «The Great Nothing» «Нил Морс и Spock’s Beard в очередной раз демонстрируют свою гениальность». Пит Пардо с Sea of Tranquility отмечает, что ко времени выхода альбома Нил Морс превратился в настоящего мастера, соединяя цепляющие с напыщенными и сложными прог-роковыми аранжировками. Также он оценивает пение Морса, которое помогает слушателям лучше окунуться в музыку группы. Пардо выделяет композицию «The Great Nothing», которую он называет одним из самых эпических произведений Spock’s Beard. Подводя итог, Пардо заявляет, что этим альбомом группа доказала, что она является одной из лучших групп прогрессивного рока.

## Список композиций
Автор всех слов и музыки Нил Морс, если не указано иное.
1. At the End of the Day — 16:28
2. Revelation (Ник Д’Вирджилио, Алан Морс, Нил Морс, Рио Окумото) — 6:05
3. Thoughts (Part II) (Алан Морс, Нил Морс)— 4:39
4. All on a Sunday — 4:04
5. Goodbye to Yesterday — 4:39
6. The Great Nothing — 27:03
  - From Nowhere
  - One Note
  - Come Up Breathing
  - Submerged
  - Missed Your Calling
  - The Great Nothing

## Участники записи
Spock’s Beard
- Нил Морс — вокал, фортепиано, синтезатор, акустическая гитара
- Алан Морс — электрогитара, виолончель, семплер, бэк-вокал
- Рио Окумото — орган Хаммонда, меллотрон, вокал на «Into Fire»
- Дейв Мерос — бас-гитара, контрабас, валторна, бэк-вокал
- Ник Д’Вирджилио — ударные, перкуссия, бэк-вокал

Приглашённые музыканты
- Кэти Энн Лорд — английский рожок
- Кэти Хейген — валторна
- Джоуи Пиппин — труба
- Крис Кармайкл — виолончель, альт, скрипка

Производство
- Spock’s Beard — продюсирование
- Майк Джонсон — звукоинженер, микширование (5)
- Ник Д’Вирджилио — ассистент звукоинженера
- Рич Маузер — микширование (1—4, 6)
- Эдди Шрайер — мастеринг

Оформление
- Томас Эверхард — дизайн обложки
- Андреа Велленберг — фотографии

## Позиция в чартах
| Год  | Страна   | Чарт                     | Позиция |
| ---- | -------- | ------------------------ | ------- |
| 2000 | Германия | GfK Entertainment Charts | 37      |